# 14e congresdistrict van Californië

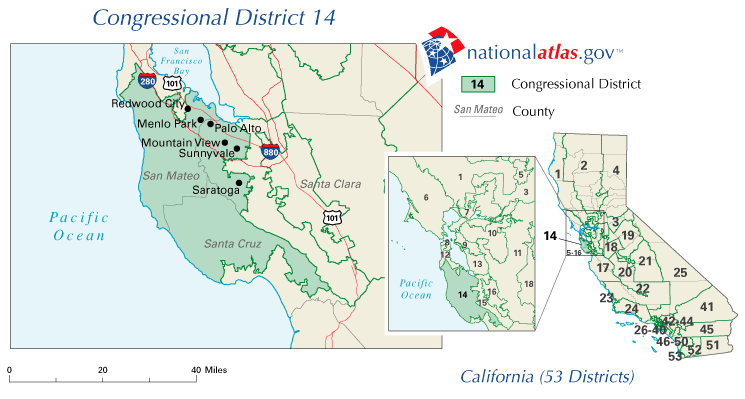
Kaart van het 14e congresdistrict van Californië

Het 14e congresdistrict van Californië, vaak afgekort als CA-14, is een kiesdistrict voor het Amerikaanse Huis van Afgevaardigden. Het omvat tegenwoordig een gebied tussen de grootsteden San Francisco en San Jose, met name delen van de county's San Mateo, Santa Clara en Santa Cruz. Een belangrijke streek die (deels) in het 14e district ligt is Silicon Valley. Belangrijke steden in het district zijn Redwood City, Mountain View, Sunnyvale, Menlo Park en Palo Alto. 93,6% van de inwoners van het 14e district wonen in steden.
Volgens een rapport uit 2006 is Californiës 14e district het op twee na rijkste van de Verenigde Staten, na het 11e district van Virginia en New Jersey's 11e.
Sinds 1993 vertegenwoordigt de Democrate Anna Eshoo het 14e district. Voordien omvatte het district een heel ander deel van Californië, namelijk in de Sierra Nevada, nu onderdeel van het 4e district.
In de recentste presidentsverkiezingen werd het district door de Democratische kandidaten gewonnen, zoals het geval was in de meeste congresdistricten in de San Francisco Bay Area. John Kerry haalde in 2004 67,6%. Barack Obama overtuigde in de presidentsverkiezingen van 2008 73,1% van de kiezers.